# 박솔뫼
박솔뫼(朴솔뫼, 1985년 5월~)는 대한민국의 소설가이다. 2009년에 소설 《자음과 모음》으로 등단했으며 문지문학상, 김승옥문학상 등을 수상했다.

## 수상
- 2009년: 신인문학상
- 2014년: 문지문학상
- 2014년: 김승옥문학상
- 2017년: 젊은작가상
- 2019년: 김현문학패
- 2021년: 동리목월문학상
- 2024년: 이상문학상